# Tajgetosz

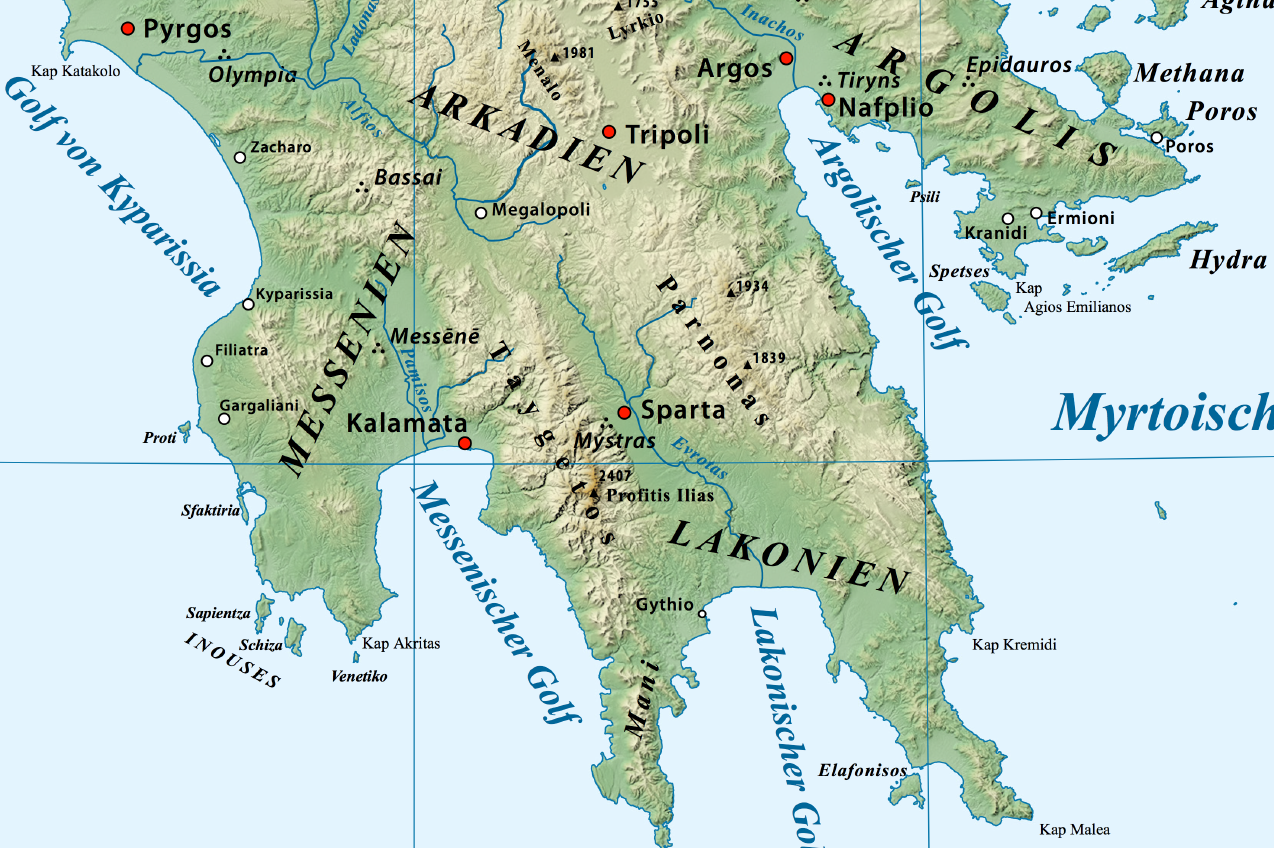
A Tajgetosz-hegység elhelyezkedése

A Tajgetosz-hegység (görögül Ταΰγετος, ógörög Taügetosz, újgörög Taíjetosz, ismert változatban Taigetosz, latinos Taigetus) egy hegyvonulat Görögország déli részén, a Peloponnészosz félszigeten. Mani régióban található, Lakonía és Messzinía régiók között. Legmagasabb csúcsa a piramisformájú Hágiosz Ilíasz (vagy Profítisz Elíasz), mely 2407 méteres magasságával a Peloponnészosz legmagasabb hegye.

## Földtörténet
A hegység harmadkori és kréta időszaki mészkőből épül fel. Ezen kívül itt-ott sávokban kristályos pala húzódik. Ennek a jelentősége különösen nagy, ugyanis ez a legjobb a víz- és talajadottság.

## Mitológia, kultúrtörténet

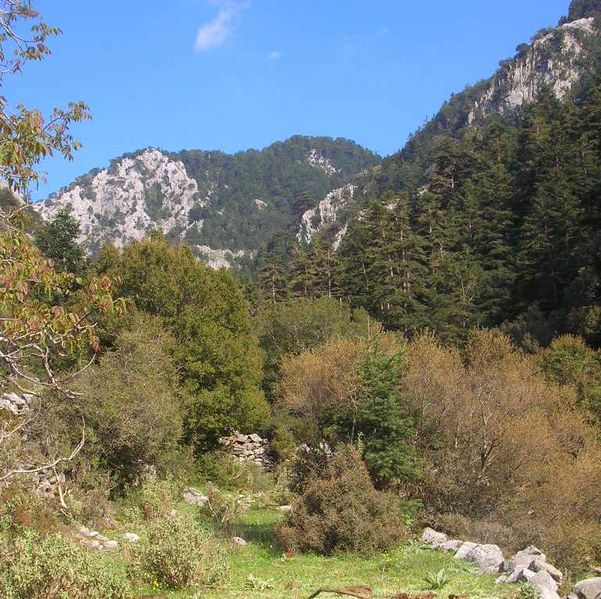

Két esemény is a Tajgetoszhoz kötődik a görög mitológiában, mondavilágban, az egyik szerint itt nemzette Zeusz és Léda a dioszkuroszokat. Ezen kívül a hagyomány szerint a Tajgetosz mellett volt a spártai apothetai, azaz gyermekkitevő hely, a kor szokásainak megfelelő „családtervezés” egyik fontos helyszíne. 
A hegység a nevét Taügetéről (Ταϋγέτη), Atlasz és az ókeánida Pléioné lányáról kapta.

## Turizmus
Turisztikailag a Tajgetosz-hegység ma jól kiépített.